# Patinação sobre rodas nos Jogos Pan-Americanos de 2007
A patinação sobre rodas nos Jogos Pan-Americanos de 2007, no Rio de Janeiro foi disputada entre 21 e 25 de julho no Complexo Esportivo Miécimo da Silva e no Velódromo da Barra. 88 atletas de 13 países competiram em seis eventos.

## Países participantes
| - ARG Argentina (11) - BRA Brasil (10) - CAN Canadá (5) - CHI Chile (7) - COL Colômbia (9) - CUB Cuba (9) - ESA El Salvador (4) | - USA Estados Unidos (13) - ECU Equador (2) - GUA Guatemala (4) - MEX México (7) - VEN Venezuela (4) - URU Uruguai (3) |

## Medalhistas
Artística
| Evento             | Ouro               | Prata              | Bronze              |
| ------------------ | ------------------ | ------------------ | ------------------- |
| Masculino detalhes | BRA Marcel Sturmer | ARG Daniel Arriola | USA Josh Rhoads     |
| Feminino detalhes  | ARG Leila Vanzulli | USA Abigail Burris | BRA Juliana Almeida |

Velocidade
| Evento                                  | Ouro                | Prata                   | Bronze               |
| --------------------------------------- | ------------------- | ----------------------- | -------------------- |
| Velocidade combinada masculina detalhes | USA Joey Mantia     | VEN Juan Jardines       | ARG Damián Fernández |
| Velocidade combinada feminina detalhes  | USA Brittany Bowe   | CHI Carolina Santibáñez | ARG Melisa Bonnet    |
| Distância combinada masculina detalhes  | COL Jorge Cifuentes | VEN Javier Oyalvis      | ECU Jorge Bolaños    |
| Distância combinada feminina detalhes   | USA Jessica Smith   | COL Alexandra Vivas     | ARG Silvina Posada   |

## Quadro de medalhas
| Ordem | País               | Medalha de ouro | Medalha de prata | Medalha de bronze |    |
| ----- | ------------------ | --------------- | ---------------- | ----------------- | -- |
| 1     | USA Estados Unidos | 3               | 1                | 1                 | 5  |
| 2     | ARG Argentina      | 1               | 1                | 3                 | 5  |
| 3     | COL Colômbia       | 1               | 1                |                   | 2  |
| 4     | BRA Brasil         | 1               |                  | 1                 | 2  |
| 5     | VEN Venezuela      |                 | 2                |                   | 2  |
| 6     | CHI Chile          |                 | 1                |                   | 1  |
| 7     | ECU Equador        |                 |                  | 1                 | 1  |
| TOTAL | TOTAL              | 6               | 6                | 6                 | 18 |